# Свечкарёв, Иван Семёнович
Иван Семёнович Свечкарёв (1920 — 21 октября 1943) — командир огневого взвода 4-й батареи 727-го истребительно-противотанкового артиллерийского полка (10-й танковый корпус, 40-я армия, Воронежский фронт), старший сержант. Герой Советского Союза.

## Биография
Родился в 1920 году в селе Новогригорьевское, ныне город Зеленокумск, административный центр Советского района Ставропольского края.
В Красной Армии с 1942 года.
В ночь на 24 сентября 1943 года в числе первых в полку со взводом переправился через Днепр у села Балыко-Щучинка (Кагарлыкский район Киевской области). Артиллеристы подавили несколько огневых точек противника, чем обеспечили переправу подразделений полка.
21 октября 1943 года западнее села Ходоров (Мироновский район Киевской области), взвод Свечкарёва отражал контратаку пехоты и танков противника, стремящихся остановить продвижение наших войск. В ходе боя было уничтожено несколько единиц техники и большое количество пехоты врага. Когда был убит наводчик одного из орудий, командир занял его место и лично подбил один вражеский танк, а второй повредил. Погиб от прямого попадания в орудие авиационной бомбы.
Указом Президиума Верховного Совета СССР «О присвоении звания Героя Советского Союза генералам, офицерскому, сержантскому и рядовому составу Красной Армии» от 10 января 1944 года за «образцовое выполнение боевых заданий командования на фронте борьбы с немецко-фашистскими захватчиками и проявленные при этом отвагу и геройство» удостоен посмертно звания Героя Советского Союза.